# 田中神社 (高島市)
田中神社（たなかじんじゃ）は滋賀県高島市安曇川町田中に鎮座する神社である。

## 祭神
- 建速素盞嗚尊
- 奇稲田姫命
- 八柱御子神

## 歴史
創祀年代は不詳であるが、一説に貞観年間（9世紀後葉）の創祀ともいう。往古、若林牛頭天王社と呼ばれていた。享保7年（1722年）宗源宣旨により正一位牛頭天王社と称した。明治2年（1869年）、現社号に改め、昭和20年（1945年）郷社に列した。

## 社家
神職は、伊藤家が代々世襲する。

## 祭事
- 例祭 5月1日

## 境内社
- 若宮八幡社
- 手力雄神社
- 天満神社
- 国常立神社
- 天邇伎志神社武八幡神社合殿
- 日吉神社
- 蛭子神社
- 安田神社

## 文化財等
- 宝篋印塔 - 市指定文化財
- 宣旨
- 田中神社古墳群

## 交通
JR安曇川駅より江若バス　田中神社前下車すぐ

## 周辺
- 彦主人王陵